# Alfons Teipel
Alfons Teipel (* 30. September 1931 in Schmallenberg; † 25. Mai 2023) war ein Flottillenadmiral der Bundesmarine.

## Leben
Nach dem Abitur 1952 begann Teipel ein Studium, wechselte jedoch 1956 zur Bundesmarine.
Er begann im September 1956 mit der Crew IX/1956 seine Ausbildung zum Marineoffizier. Von 1967 bis 1969 besuchte er im Dienstgrad eines Korvettenkapitäns den 9. Admiralstabslehrgang an der Führungsakademie der Bundeswehr in Hamburg. Anschließend wurde er als Referent im Führungsstab der Marine eingesetzt. Es folgte eine Versetzung als Branch Chief Logistic Plans zum Allied Forces Northern Europe. Anschließend wechselte er als Dezernent in das Flottenkommando. Es folgte eine Zeit als Dozent an der Führungsakademie der Bundeswehr.
Daran schloss sich eine Verwendung als Abteilungsleiter A4 (Logistik) im Flottenkommando an. Im Oktober 1979 wurde er Referatsleiter in der Stabsabteilung V des Führungsstabs der Marine und am 1. Oktober 1980  als Kapitän zur See deren Stabsabteilungsleiter. Anschließend wurde er von 1. April 1985 mit der Beförderung zum Flottillenadmiral Chef des Stabes und stellvertretender Kommandeur des Marineunterstützungskommandos in Wilhelmshaven. Am 30. September 1989, seinem Geburtstag, trat er in den Ruhestand.
Am 30. Juni 1989 erhielt er das Bundesverdienstkreuz 1. Klasse.
1991 wurde Teipel, als Nachfolger von Günther Fromm, Präsident des Fördervereins für das Deutsche Marinemuseum in Wilhelmshaven.
Teipel war verheiratet und hatte eine Tochter und zwei Söhne. Er lebte nach der Zurruhesetzung in Wilhelmshaven und starb am 25. Mai 2023.